# Schuklja
Schuklja (ukrainisch und russisch Жукля Žuklja [ˈʒuklʲɑ]) ist ein Dorf im Rajon Korjukiwka in der ukrainischen Oblast Tschernihiw mit etwa 510 Einwohnern. Es gehört seit 2016 zur Siedlungsgemeinde Cholmy.

## Geschichte
Schuklja wird 1616 zum ersten Mal erwähnt. Im Verlauf des Aufstands von Iwan Masepa und des schwedischen Russlandfeldzugs 1708/09 durchquerte die schwedische Armee unter Karl XII. das Dorf und hinterließ Grabhügel, in denen gefallene schwedische und russische Soldaten begraben wurden.
Die Gemeinde gehörte lange Zeit der Familie Apostol. 1728 stiftete Danylo Apostol, Hetman der Kosaken in der linksufrigen Ukraine, eine erste Holzkirche in Schuklja. Sie brannte 1759 nieder und wurde von seinem Sohn Petro Apostol wiederaufgebaut. 1785 erstellte der Ikonenmaler K. Baranow eine Ikonostase.
Gegen Ende des 19. Jahrhunderts lebten 859 Menschen in Schuklja. Es gab eine Holzverarbeitungs- und eine Zuckerfabrik, eine Weinkellerei, eine Ölmühle, Wassermühlen und Dampfmühlen im Ort. 1861 und 1900/01 kam es zu Bauernaufständen.
Im Zuge des Deutsch-Sowjetischen Kriegs war Schuklja zwischen September 1941 und September 1943 von der deutschen Wehrmacht besetzt. Die Bevölkerung leistete aktiv Widerstand. 167 Einwohner starben im Zweiten Weltkrieg als Partisanen oder Soldaten an der Front. Die Widerstandskämpferin Irina Maloschon stammte aus Schuklja. Weil sie antifaschistische Flugblätter in Umlauf gebracht hatte, wurde sie von den Nationalsozialisten zum Tode verurteilt. Ihr Abschiedsbrief fand 1954 Eingang in den Sammelband Lettere di condannati a morte della Resistenza Europea und wurde 1956 von Luigi Nono in seinem Werk Il canto sospeso vertont. Auszüge aus ihrem Brief finden sich auf dem Monumento alla Resistenza europea in Como.

## Fürbittekirche

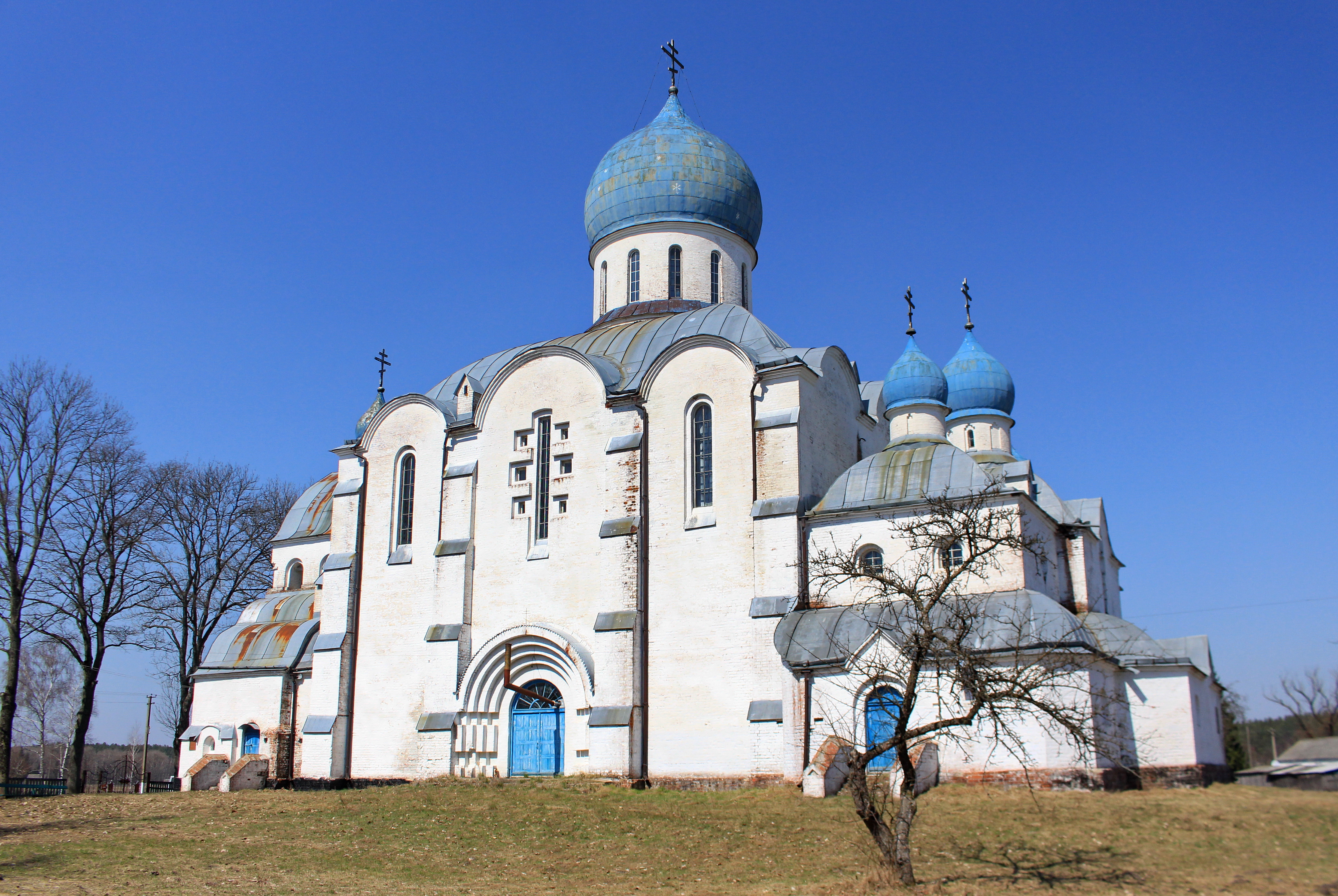
Die Fürbittekirche in Schuklja (2018)

Die monumentale Fürbittekirche (ukrainisch Pokrovs'ka cerkva, russisch Pokrovskaja cerkov’) in Schuklja ist das einzige Baudenkmal nationaler Bedeutung aus dem 20. Jahrhundert in der gesamten Oblast Tschernihiw. Sie wurde 1911–1913 anstelle der niedergebrannten Holzkirche vom russischen Generalmajor und Kommandanten des Russischen Kürassierregiments Nikolai Nikolajewitsch Komstadius (1866–1917) errichtet. Die Pläne im russisch-byzantinischen Stil stammten vom Architekten Andrei Jewgenjewitsch Belogrud (1875–1933) und basierten auf Entwürfen von Großfürst Peter Nikolajewitsch Romanow (1864–1931). Komstadius hatte für die Ikonostase eigens Ikonen aus Griechenland bestellt. Das Schiff, das sie liefern sollte, wurde im Ersten Weltkrieg aber mitsamt der Fracht versenkt. 1934–1942 und 1961–1990 wurde die Kirche von den sowjetischen Behörden geschlossen.
Als die Kirche im September 2009 von der Ukrainisch-Orthodoxen Kirche Moskauer Patriarchats zur Ukrainisch-Orthodoxen Kirche Kiewer Patriarchats wechselte, kam es zu Tumulten. Fünf Priester des Moskauer Patriarchats, angeführt von Pater Sachari Kerstjuk, und der Bezirksvorsteher der Partei der Regionen Michail Baklaschko versuchten die Bewohner von Schuklja dazu zu drängen, eine Petition zu unterschreiben, die die Rückkehr zum Moskauer Patriarchat forderte. Offenbar fälschten sie Unterschriften. Pater Sachari kettete sich theatralisch an das Kirchentor und wurde von der aufgebrachten Bevölkerung bei der Erstürmung der Kirche verletzt. Die Berichterstattung im Lokalfernsehen soll propagandistisch von prorussischen Kräften verfälscht worden sein.

## Infrastruktur
Schuklja verfügt heute über eine eigene 9-jährige Schule, eine Sanitäts- und Geburtshilfestation, ein kommunales Landwirtschaftsunternehmen und eine Forstwirtschaft.